# Rugby-Union-Weltmeisterschaft 1991/Gruppe 3
Die Gruppe 3 der Rugby-Union-Weltmeisterschaft 1991 umfasste Argentinien, Australien, Wales und Westsamoa. Die Gruppenspiele fanden zwischen dem 4. und 13. Oktober statt.

## Tabelle
Bei einem Sieg gab es drei Tabellenpunkte, bei einem Unentschieden zwei und bei einer Niederlage einen. Die Erst- und Zweitplatzierten qualifizierten sich für das Viertelfinale.
|    | Land        | Spiele | Siege | Unent. | Ndlg. | Spiel- punkte | Diff. | Tabellen- punkte |
| -- | ----------- | ------ | ----- | ------ | ----- | ------------- | ----- | ---------------- |
| 1. | Australien  | 3      | 3     | 0      | 0     | 79:25         | + 54  | 9                |
| 2. | Westsamoa   | 3      | 2     | 0      | 1     | 54:34         | + 20  | 7                |
| 3. | Wales       | 3      | 1     | 0      | 2     | 32:61         | − 29  | 5                |
| 4. | Argentinien | 3      | 0     | 0      | 3     | 38:83         | − 45  | 3                |

## Spiele

### Argentinien – Australien
| 4. Oktober 1991 15:00 WESZ | Argentinien | 19 : 32        | Australien | Stradey Park, Llanelli Zuschauer: 11.000 Schiedsrichter: David Bishop (Neuseeland) |
| 4. Oktober 1991 15:00 WESZ | Versuche: Terán (2) 32. n.erh., 65. erh. Erhöhungen: del Castillo (1/2) Straftritte: del Castillo 59. Dropgoals: Arbizu (2) 19., 74. | (7:16) Bericht | Versuche: Campese (2) 7. n.erh., 69. erh. Horan (2) 30. erh., 76. erh. Kearns 41. n.erh. Erhöhungen: Lynagh (3/5) Straftritte: Lynagh (2) 15., 17. | Stradey Park, Llanelli Zuschauer: 11.000 Schiedsrichter: David Bishop (Neuseeland) |

| 15                 | Guillermo del Castillo |     |
| 14                 | Martín Terán           |     |
| 13                 | Eduardo Laborde        |     |
| 12                 | Hernán García Simón    |     |
| 11                 | Diego Cuesta Silva     |     |
| 10                 | Lisandro Arbizu        |     |
| 09                 | Gonzalo Camardón       |     |
| 08                 | José Santamarina       |     |
| 07                 | Mario Carreras         |     |
| 06                 | Pablo Garretón         |     |
| 05                 | Germán Llanes          |     |
| 04                 | Pedro Sporleder        |     |
| 03                 | Diego Cash             |     |
| 02                 | Ricardo le Fort        | 40. |
| 01                 | Federico Méndez        |     |
| Auswechselspieler: |                        |     |
| 16                 | Mariano Bosch          | 40. |
| 17                 | Manuel Aguirre         |     |
| 18                 | Pablo Buabse           |     |
| 19                 | Francisco Irarrázaval  |     |
| 20                 | Luis Zanoni            |     |
| 21                 | Santiago Mesón         |     |
| Trainer:           |                        |     |
| Luis Gradín        |                        |     |

| 15                 | Marty Roebuck     |     |
| 14                 | Bob Egerton       |     |
| 13                 | Jason Little      |     |
| 12                 | Tim Horan         |     |
| 11                 | David Campese     |     |
| 10                 | Michael Lynagh    |     |
| 09                 | Nick Farr-Jones   |     |
| 08                 | John Eales        |     |
| 07                 | Willie Ofahengaue |     |
| 06                 | Simon Poidevin    |     |
| 05                 | Rod McCall        |     |
| 04                 | Troy Coker        |     |
| 03                 | Ewen McKenzie     |     |
| 02                 | Phil Kearns       | 50. |
| 01                 | Tony Daly         |     |
| Auswechselspieler: |                   |     |
| 16                 | David Nucifora    | 50. |
| 17                 | John Flett        |     |
| 18                 | Anthony Herbert   |     |
| 19                 | Peter Slattery    |     |
| 20                 | Jeff Miller       |     |
| 21                 | Dan Crowley       |     |
| Trainer:           |                   |     |
| Bob Dwyer          |                   |     |

### Wales – Westsamoa
| 6. Oktober 1991 13:00 WESZ | Wales                                                                                        | 13 : 16       | Westsamoa                                                                                         | Cardiff Arms Park, Cardiff Zuschauer: 45.000 Schiedsrichter: Patrick Robin (Frankreich) |
| 6. Oktober 1991 13:00 WESZ | Versuche: A. Jones 62. erh. I. Evans 80. n.erh. Erhöhungen: Ring (1/2) Straftritte: Ring 23. | (3:3) Bericht | Versuche: Vaega 42. erh. Vaifale 51. n.erh. Erhöhungen: Vaea (1/2) Straftritte: Vaea (2) 19., 77. | Cardiff Arms Park, Cardiff Zuschauer: 45.000 Schiedsrichter: Patrick Robin (Frankreich) |

| 15                 | Tony Clement        | 47. |
| 14                 | Ieuan Evans         |     |
| 13                 | Scott Gibbs         |     |
| 12                 | Mike Hall           |     |
| 11                 | Arthur Jones        |     |
| 10                 | Mark Ring           |     |
| 09                 | Robert Jones        |     |
| 08                 | Phil Davies         |     |
| 07                 | Richie Collins      | 51. |
| 06                 | Emyr Lewis          |     |
| 05                 | Kevin Moseley       |     |
| 04                 | Phil May            | 30. |
| 03                 | Laurance Delaney    |     |
| 02                 | Ken Waters          |     |
| 01                 | Mike Griffiths      |     |
| Auswechselspieler: |                     |     |
| 16                 | Hugh Williams-Jones |     |
| 17                 | David Evans         |     |
| 18                 | Mike Rayer          | 47. |
| 19                 | Garin Jenkins       | 51. |
| 20                 | Andy Booth          |     |
| 21                 | Martyn Morris       | 30. |
| Trainer:           |                     |     |
| Alan Davies        |                     |     |

| 15                 | Andrew Aiolupo   |
| 14                 | Brian Lima       |
| 13                 | Toʻo Vaega       |
| 12                 | Frank Bunce      |
| 11                 | Timo Tagaloa     |
| 10                 | Stephen Bachop   |
| 09                 | Mathew Vaea      |
| 08                 | Pat Lam          |
| 07                 | Apollo Perelini  |
| 06                 | Sila Vaifale     |
| 05                 | Mataʻafa Keenan  |
| 04                 | Mark Birtwistle  |
| 03                 | Vili Alaalatoa   |
| 02                 | Stan Toʻomalatai |
| 01                 | Peter Fatialofa  |
| Auswechselspieler: |                  |
| 16                 | Tu Nuʻualiʻitia  |
| 17                 | Filipo Saena     |
| 18                 | Tupo Faʻamasino  |
| 19                 | Junior Paramore  |
| 20                 | Eddie Ioane      |
| Trainer:           |                  |
| Peter Schuster     |                  |

### Australien – Westsamoa
| 9. Oktober 1991 13:00 WESZ | Australien                           | 9 : 3         | Westsamoa             | Pontypool Park, Pontypool Zuschauer: 15.000 Schiedsrichter: Ed Morrison (England) |
| 9. Oktober 1991 13:00 WESZ | Straftritte: Lynagh (3) 3., 38., 73. | (6:0) Bericht | Straftritte: Vaea 65. | Pontypool Park, Pontypool Zuschauer: 15.000 Schiedsrichter: Ed Morrison (England) |

| 15                 | Marty Roebuck     |     |
| 14                 | John Flett        |     |
| 13                 | Anthony Herbert   |     |
| 12                 | Tim Horan         |     |
| 11                 | David Campese     |     |
| 10                 | Michael Lynagh    |     |
| 09                 | Nick Farr-Jones   | 10. |
| 08                 | John Eales        |     |
| 07                 | Brendon Nasser    |     |
| 06                 | Jeff Miller       |     |
| 05                 | Steve Cutler      |     |
| 04                 | Troy Coker        |     |
| 03                 | Dan Crowley       |     |
| 02                 | Phil Kearns       |     |
| 01                 | Cameron Lillicrap |     |
| Auswechselspieler: |                   |     |
| 16                 | Peter Slattery    | 10. |
| 17                 | Bob Egerton       |     |
| 18                 | Jason Little      |     |
| 19                 | Willie Ofahengaue |     |
| 20                 | Tony Daly         |     |
| 21                 | David Nucifora    |     |
| Trainer:           |                   |     |
| Bob Dwyer          |                   |     |

| 15                 | Andrew Aiolupo     |     |
| 14                 | Brian Lima         | 52. |
| 13                 | Toʻo Vaega         |     |
| 12                 | Frank Bunce        |     |
| 11                 | Tupo Faʻamasino    |     |
| 10                 | Stephen Bachop     |     |
| 09                 | Mathew Vaea        |     |
| 08                 | Apollo Perelini    |     |
| 07                 | Danny Kaleopa      |     |
| 06                 | Junior Paramore    |     |
| 05                 | Mataʻafa Keenan    |     |
| 04                 | Mark Birtwistle    |     |
| 03                 | Vili Alaalatoa     |     |
| 02                 | Stan Toʻomalatai   |     |
| 01                 | Peter Fatialofa    |     |
| Auswechselspieler: |                    |     |
| 16                 | Timo Tagaloa       | 52. |
| 17                 | Tu Nuʻualiʻitia    |     |
| 18                 | Filipo Saena       |     |
| 19                 | Sila Vaifale       |     |
| 20                 | Eddie Ioane        |     |
| 21                 | Palamia Lilomaiava |     |
| Trainer:           |                    |     |
| Peter Schuster     |                    |     |

### Wales – Argentinien
| 9. Oktober 1991 20:00 WESZ | Wales                                                               | 16 : 7        | Argentinien                                               | Cardiff Arms Park, Cardiff Zuschauer: 35.000 Schiedsrichter: René Hourquet (Frankreich) |
| 9. Oktober 1991 20:00 WESZ | Versuche: Arnold 68. n.erh. Straftritte: Ring (4) 8., 21., 37., 73. | (9:0) Bericht | Versuche: García 75. n.erh. Straftritte: del Castillo 65. | Cardiff Arms Park, Cardiff Zuschauer: 35.000 Schiedsrichter: René Hourquet (Frankreich) |

| 15                 | Mike Rayer          |
| 14                 | Ieuan Evans         |
| 13                 | Mike Hall           |
| 12                 | Scott Gibbs         |
| 11                 | Arthur Jones        |
| 10                 | Mark Ring           |
| 09                 | Robert Jones        |
| 08                 | Phil Davies         |
| 07                 | Richard Webster     |
| 06                 | Emyr Lewis          |
| 05                 | Kevin Moseley       |
| 04                 | Paul Arnold         |
| 03                 | Laurance Delaney    |
| 02                 | Garin Jenkins       |
| 01                 | Mike Griffiths      |
| Auswechselspieler: |                     |
| 16                 | David Evans         |
| 17                 | Andy Booth          |
| 18                 | Steve Ford          |
| 19                 | Ken Waters          |
| 20                 | Hugh Williams-Jones |
| 21                 | Martyn Morris       |
| Trainer:           |                     |
| Alan Davies        |                     |

| 15                 | Guillermo del Castillo |
| 14                 | Martín Terán           |
| 13                 | Eduardo Laborde        |
| 12                 | Hernán García Simón    |
| 11                 | Diego Cuesta Silva     |
| 10                 | Lisandro Arbizu        |
| 09                 | Gonzalo Camardón       |
| 08                 | Mario Carreras         |
| 07                 | José Santamarina       |
| 06                 | Pablo Garretón         |
| 05                 | Germán Llanes          |
| 04                 | Pedro Sporleder        |
| 03                 | Luis Molina            |
| 02                 | Ricardo le Fort        |
| 01                 | Federico Méndez        |
| Auswechselspieler: |                        |
| 16                 | Manuel Aguirre         |
| 17                 | Mariano Bosch          |
| 18                 | Pablo Buabse           |
| 19                 | Francisco Irarrázaval  |
| 20                 | Luis Zanoni            |
| 21                 | Santiago Mesón         |
| Trainer:           |                        |
| Luis Gradín        |                        |

### Wales – Australien
| 12. Oktober 1991 15:15 WESZ | Wales                 | 3 : 38         | Australien | Cardiff Arms Park, Cardiff Zuschauer: 54.000 Schiedsrichter: Keith Lawrence (Neuseeland) |
| 12. Oktober 1991 15:15 WESZ | Straftritte: Ring 37. | (3:10) Bericht | Versuche: Roebuck (2) 35. n.erh., 80. erh. Slattery 46. erh. Campese 49. erh. Horan 76. erh. Lynagh 79. n.erh. Erhöhungen: Lynagh (4/6) Straftritte: Lynagh (2) 9., 29. | Cardiff Arms Park, Cardiff Zuschauer: 54.000 Schiedsrichter: Keith Lawrence (Neuseeland) |

| 15                 | Tony Clement        |     |
| 14                 | Ieuan Evans         |     |
| 13                 | Mike Hall           |     |
| 12                 | Scott Gibbs         | 79. |
| 11                 | Arthur Jones        | 77. |
| 10                 | Mark Ring           |     |
| 09                 | Robert Jones        |     |
| 08                 | Phil Davies         |     |
| 07                 | Richard Webster     |     |
| 06                 | Emyr Lewis          |     |
| 05                 | Kevin Moseley       |     |
| 04                 | Paul Arnold         |     |
| 03                 | Laurance Delaney    |     |
| 02                 | Garin Jenkins       |     |
| 01                 | Mike Griffiths      |     |
| Auswechselspieler: |                     |     |
| 16                 | David Evans         | 77. |
| 17                 | Mike Rayer          | 79. |
| 18                 | Andy Booth          |     |
| 19                 | Ken Waters          |     |
| 20                 | Hugh Williams-Jones |     |
| 21                 | Martyn Morris       |     |
| Trainer:           |                     |     |
| Alan Davies        |                     |     |

| 15                 | Marty Roebuck     |
| 14                 | David Campese     |
| 13                 | Tim Horan         |
| 12                 | Jason Little      |
| 11                 | Bob Egerton       |
| 10                 | Michael Lynagh    |
| 09                 | Peter Slattery    |
| 08                 | Willie Ofahengaue |
| 07                 | Jeff Miller       |
| 06                 | Simon Poidevin    |
| 05                 | John Eales        |
| 04                 | Rod McCall        |
| 03                 | Ewen McKenzie     |
| 02                 | Phil Kearns       |
| 01                 | Tony Daly         |
| Auswechselspieler: |                   |
| 16                 | John Flett        |
| 17                 | Anthony Herbert   |
| 18                 | Brendon Nasser    |
| 19                 | Troy Coker        |
| 20                 | Dan Crowley       |
| 21                 | David Nucifora    |
| Trainer:           |                   |
| Bob Dwyer          |                   |

### Argentinien – Westsamoa
| 13. Oktober 1991 13:00 WESZ | Argentinien                                                                           | 12 : 35         | Westsamoa | Sardis Road, Pontypridd Zuschauer: 8.500 Schiedsrichter: Brian Anderson (Schottland) |
| 13. Oktober 1991 13:00 WESZ | Versuche: Terán 35. erh. Erhöhungen: Arbizu (1/1) Straftritte: Laborde 14. Arbizu 35. | (12:15) Bericht | Versuche: Tagaloa (2) 20. erh., 73. erh. Lima (2) 40. erh., 79. n.erh. Bunce 59. n.erh. Bachop 76. erh. Erhöhungen: Vaea (4/6) Straftritte: Vaea 29. | Sardis Road, Pontypridd Zuschauer: 8.500 Schiedsrichter: Brian Anderson (Schottland) |

| 15                 | Guillermo Angaut      | 59. |
| 14                 | Martín Terán          |     |
| 13                 | Eduardo Laborde       |     |
| 12                 | Hernán García Simón   |     |
| 11                 | Diego Cuesta Silva    |     |
| 10                 | Lisandro Arbizu       |     |
| 09                 | Gonzalo Camardón      |     |
| 08                 | José Santamarina      |     |
| 07                 | Pablo Garretón        |     |
| 06                 | Francisco Irarrázaval | 60. |
| 05                 | Pablo Buabse          |     |
| 04                 | Pedro Sporleder       | 70′ |
| 03                 | Diego Cash            |     |
| 02                 | Mariano Bosch         |     |
| 01                 | Manuel Aguirre        |     |
| Auswechselspieler: |                       |     |
| 16                 | Santiago Mesón        | 59. |
| 17                 | Mario Carreras        | 60. |
| 18                 | Federico Méndez       |     |
| 19                 | Ricardo le Fort       |     |
| 20                 | Germán Llanes         |     |
| 21                 | Luis Zanoni           |     |
| Trainer:           |                       |     |
| Luis Gradín        |                       |     |

| 15                 | Andrew Aiolupo   |     |
| 14                 | Brian Lima       |     |
| 13                 | Toʻo Vaega       |     |
| 12                 | Frank Bunce      |     |
| 11                 | Timo Tagaloa     |     |
| 10                 | Stephen Bachop   |     |
| 09                 | Mathew Vaea      |     |
| 08                 | Pat Lam          |     |
| 07                 | Apollo Perelini  |     |
| 06                 | Sila Vaifale     |     |
| 05                 | Mataʻafa Keenan  | 70′ |
| 04                 | Mark Birtwistle  |     |
| 03                 | Vili Alaalatoa   |     |
| 02                 | Stan Toʻomalatai |     |
| 01                 | Peter Fatialofa  |     |
| Auswechselspieler: |                  |     |
| 16                 | Tu Nuʻualiʻitia  |     |
| 17                 | Filipo Saena     |     |
| 18                 | Tupo Faʻamasino  |     |
| 19                 | Junior Paramore  |     |
| 20                 | Eddie Ioane      |     |
| Trainer:           |                  |     |
| Peter Schuster     |                  |     |